# Anthony Colve
Anthony Colve (ook Anthonij Colve) was een Nederlandse kapitein die door de Republiek der Zeven Verenigde Nederlanden benoemd was tot gouverneur van Nieuw-Nederland gedurende de korte herovering tussen 19 september 1673 en 9 februari 1674.
Colve was kapitein onder Cornelis Evertsen de Jongste die het gebied heroverde. In 1664 was het gebied overgedragen aan de Engelsen en was voor het gebied een gouverneur van New York aangesteld. Hij was de derde koloniale gouverneur van New York maar gedurende de herovering werd het gebied weer Nieuw-Nederland genoemd. Ook was hij namens Engeland de derde gouverneur van New Jersey tussen 1673 en 1674.

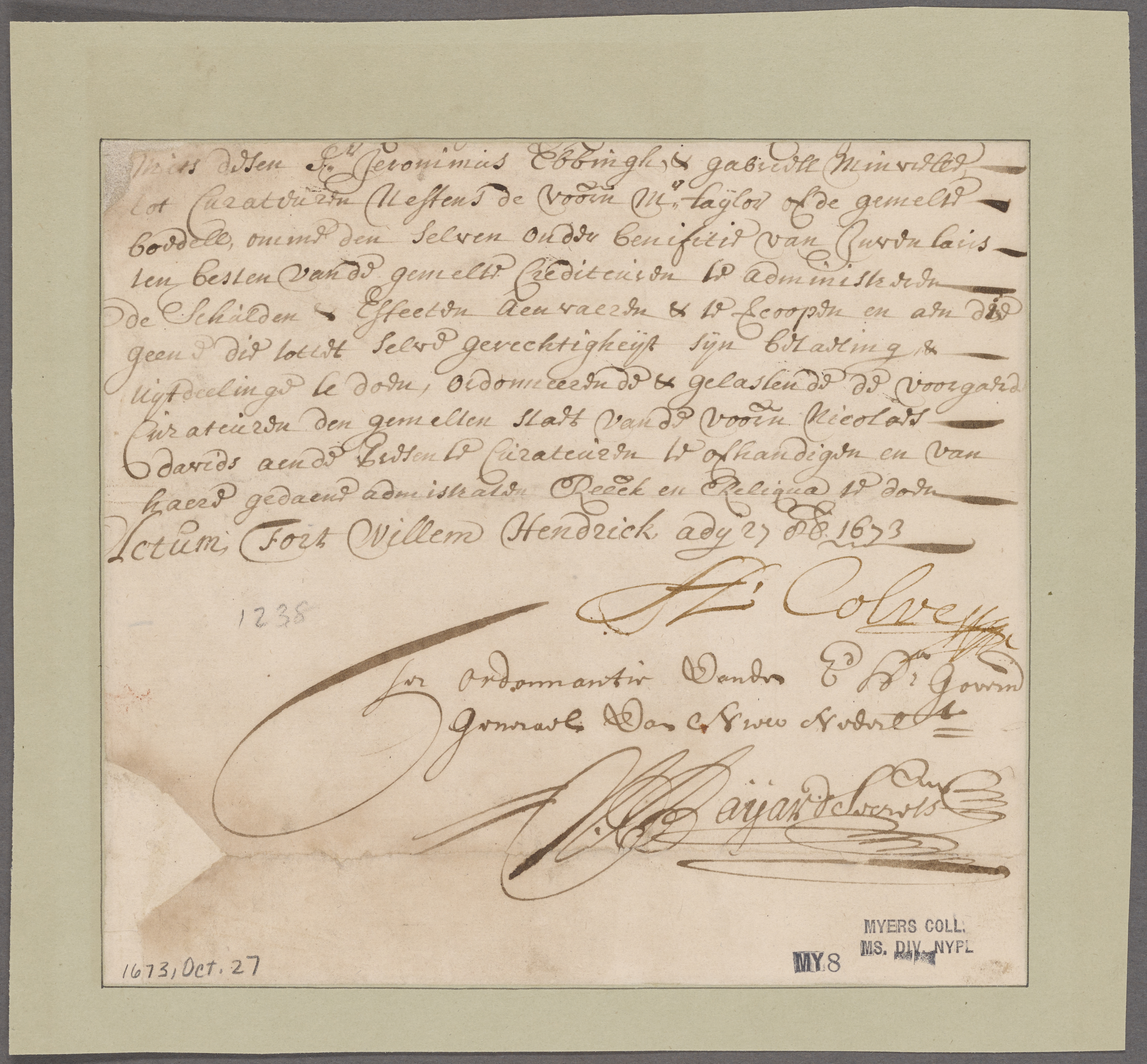
Scan van brief van Colve over Fort Willem Hendrick.